# ルイ・フォンテ
ルイ・フォンテ（Rui Fonte）こと 、ルイ・ペドロ・ダ・ローシャ・フォンテ（Rui Pedro da Rocha Fonte  , 1990年4月23日 - ）は、ポルトガル・リスボン出身のプロサッカー選手。GDエストリル・プライア所属。ポジションは、FW。

## 経歴

### クラブ
9歳で地元リスボンのスポルティング・クルーベ・デ・ポルトゥガルに入団。2006年、アーセナルFCの下部組織に移籍。
リザーブチームのレギュラーに定着した後、2008年のプレシーズンマッチでトップチームデビュー。2008年11月のフットボールリーグカップ・ウィガン・アスレティックFC戦で公式戦デビュー。しかしその後は出番がなく、2009年5月に古巣スポルティング・クルーベ・デ・ポルトゥガルに放出された。
2011年7月、昨シーズンから期限付き移籍で加入していたRCDエスパニョールに完全移籍。
2013年1月にエスパニョールとの契約を解除し、新たにSLベンフィカと5年半契約を結んだ。
2016年9月、昨年12月から期限付き移籍で加入していたブラガSCに完全移籍。
2017年8月、フラムFCに3年契約で完全移籍。
2019年8月、古巣ブラガSCに復帰。
2021年8月31日、GDエストリル・プライアに移籍。

### 代表
U-16年代からポルトガル代表に選出されている。
2015年3月にA代表初招集。カーボベルデとの親善試合でベンチ入りしたが、出場機会はなかった。

## 人物
父アルトゥール、兄ジョゼもサッカー選手。兄とはスポルティングCPのユース、クリスタル・パレス、およびリールでチームメイトだった。

## 所属クラブ
ユース
- スカヴェネンセ 1998-1999
- スポルティング・クルーベ・デ・ポルトゥガル 1999-2006
- アーセナルFC 2006-2009

プロ
- アーセナルFC 2008-2009

→ クリスタル・パレスFC 2009 (loan)
- スポルティング・クルーベ・デ・ポルトゥガル 2009-2011

→ ヴィトーリアFC 2009-2010 (loan)
→ RCDエスパニョールB 2010-2011 (loan)
→ RCDエスパニョール 2010-2011 (loan)
- RCDエスパニョール 2011-2013
- SLベンフィカB 2013-2015
- SLベンフィカ 2013-2016

→ CFベレネンセス 2015 (loan)
→ SCブラガ 2015-2016 (loan)
- SCブラガ 2016-2017
- フラムFC 2017-2019

→ リール 2018-2019
- SCブラガ 2019-2021
- GDエストリル・プライア 2021-

## 代表歴
- ポルトガルU-16
- ポルトガルU-17
- ポルトガルU-18
  - UEFA U-19欧州選手権2009予選
- ポルトガルU-19
- ポルトガルU-20
- ポルトガルU-21
  - UEFA U-21欧州選手権2013予選

## タイトル

### クラブ
ベンフィカ
- タッサ・ダ・リーガ: 2014–15

ブラガ
- タッサ・デ・ポルトガル: 2015–16